# Fifa Match Agent
Ein FIFA Match Agent ist eine von der Fédération Internationale de Football Association (FIFA) lizenzierte Person, die für die Organisation und Koordination internationaler Fußballspiele verantwortlich ist. FIFA Match Agents spielen eine zentrale Rolle bei der Planung und Durchführung von Freundschaftsspielen, Turnieren und anderen internationalen Wettbewerben, die sowohl nationale Teams, als auch Fußballvereine betreffen.

## Aufgaben und Verantwortlichkeiten
FIFA Match Agents sind verantwortlich für die logistische Organisation und Koordination von internationalen Fußballspielen. Zu ihren Aufgaben gehören:
- Die Planung und Durchführung von Freundschaftsspielen und internationalen Turnieren.
- Die Verhandlung und Ausarbeitung von Verträgen zwischen den beteiligten Parteien (Vereine, Verbände, Sponsoren etc.).
- Sicherstellen der Einhaltung von FIFA-Vorgaben und internationalen Standards in Bezug auf die Spielorganisation.
- Die Logistik für die Durchführung der Spiele, einschließlich der Organisation von Reise, Unterbringung und weiteren erforderlichen Arrangements für Spieler, Trainer und Offizielle.
- Die Koordination und Verwaltung von Rechten an Medien und kommerziellen Vereinbarungen in Bezug auf die Spiele.

## Lizenzierung und Anforderungen
Um als FIFA Match Agent tätig zu werden, müssen Kandidaten eine spezielle Lizenz der FIFA erwerben. Diese Lizenz stellt sicher, dass der Agent die hohen professionellen und ethischen Standards erfüllt, die die FIFA für die Organisation von internationalen Fußballspielen festgelegt hat. FIFA Match Agents müssen:
- Eine umfangreiche Ausbildung und Qualifikation nachweisen, um als offizieller Agent anerkannt zu werden.
- Mit internationalen Fußballverbänden und -organisationen zusammenarbeiten und die Vereinbarungen in Übereinstimmung mit den internationalen Bestimmungen der FIFA umsetzen.
- Vertraulichkeit und Ethik in allen Verhandlungen und Verträgen wahren und die Interessen aller Beteiligten respektieren.

## Rolle im internationalen Fußballgeschäft
FIFA Match Agents sind oft in hochrangige Verhandlungen und internationale Fußballprojekte involviert. Sie fungieren als Bindeglied zwischen den verschiedenen Parteien im internationalen Fußballgeschäft und tragen zur Förderung der globalen Fußballgemeinschaft bei. Ihre Arbeit ist entscheidend für den reibungslosen Ablauf internationaler Fußballwettbewerbe und Freundschaftsspiele, die einen wesentlichen Teil der internationalen Fußballlandschaft ausmachen.